# Nicolae C. Ariton
Nicolae C. Ariton (n. 29 septembrie 1958, Jitia, România) este un scriitor român, editor și fan SF. A fost redactor la Jurnalul SF. Trăiește și scrie în orașul Tulcea. Și-a început activitatea literară ca  fan science-fiction, publicând prima povestire SF în suplimentul revistei „Convorbiri literare”, „Argonaut”. A fost redactor la „Jurnalul SF” și colaborator la „Sci-Fi magazin”. Este membru al asociației „L’Oeil de Sphnix”, din Franța, prin intermediul căreia a editat, în franceză, fanzinul „Aliens et Vampires”. A publicat povestiri SF în țările francophone (Franța, Belgia, Canada), în publicațiile: „Antares”, „Drgons et Microchips”, „Planete a Vendre” și „Presences d’ Espirits”.
Începând cu anul 2011, scrie volume de proză - ficțiune și non ficțiune – dedicată istoriei Dunării de Jos și a orașului Tulcea, cu titlul generic „Misterele Dunării”. Este creatorul și administratorul blogului www.mistereledunarii.ro, unde a postat câteva sute de articole. De asemenea, redactează, de mai mulți ani, rubrici săptămânale în cotidienele „Delta” și „Obiectiv de Tulcea”, având ca temă istoria locală.
Este secretar de redacție al revistei de cultură „Steaua Dobrogei” și a publicat proză, eseuri și recenzii în revistele „Dunărea de Jos”, „Boema”, „Nord Dobrogea Cultural”. Co editor al revistei de cultură istorică „Misterele Dunării”.
Romane publicate: Pierdut în Tulcea – MISTERELE DUNĂRII – 2013; Aventuri în Tulcea – MISTERELE DUNĂRII – 2018.
Volum de proză scurtă: Poveștile bazarului tulcean – MISTERELE DUNĂRII – 2016
Volume de non ficțiune: TULCEA, LA 1870 – Povestea adevărată a lui Nifon Bălășescu, Ismail Bey și Charles Hartley – 2012; TULCEA, LA 1870 – Nemaipomenitele întâmplări trăite de Nichifor de Carpat și Said Pașa – 2013; TULCEA – Ghidul călătorului romantic, nostalgic și rafinat volumul I – 2014; TULCEA – Ghidul călătorului romantic, nostalgic și rafinat  volumul al II-lea – 2015; TULCEA – The Exquisite Romantic and Nostalgic Trevelers Guide (english version in kindle edition) – Amazon – 2016; Votca – un thriller istoric – 2018; Vodka-A Historical Thriller (english version in kindle edition) – Amazon – 2018; Tulcea sub banditul Licinski – 2018; Cronicile Misterele Dunării, volumele 1-6 – 2018–2024; Aegyssus versus Anopheles sau războiul tulcenilor împotriva țânțarilor – 2021; Misterul comorii de la Agighiol – 2021; ,,Vechi manual de piraterie femeiască pe Dunărea de Jos"–2024.

## Lucrări scrise
- Vînătorul (Jurnalul SF, #14, 1992)
- Corabie'n văzduh (Sci-Fi Magazin, august 2008)